# Kelsey Grammer

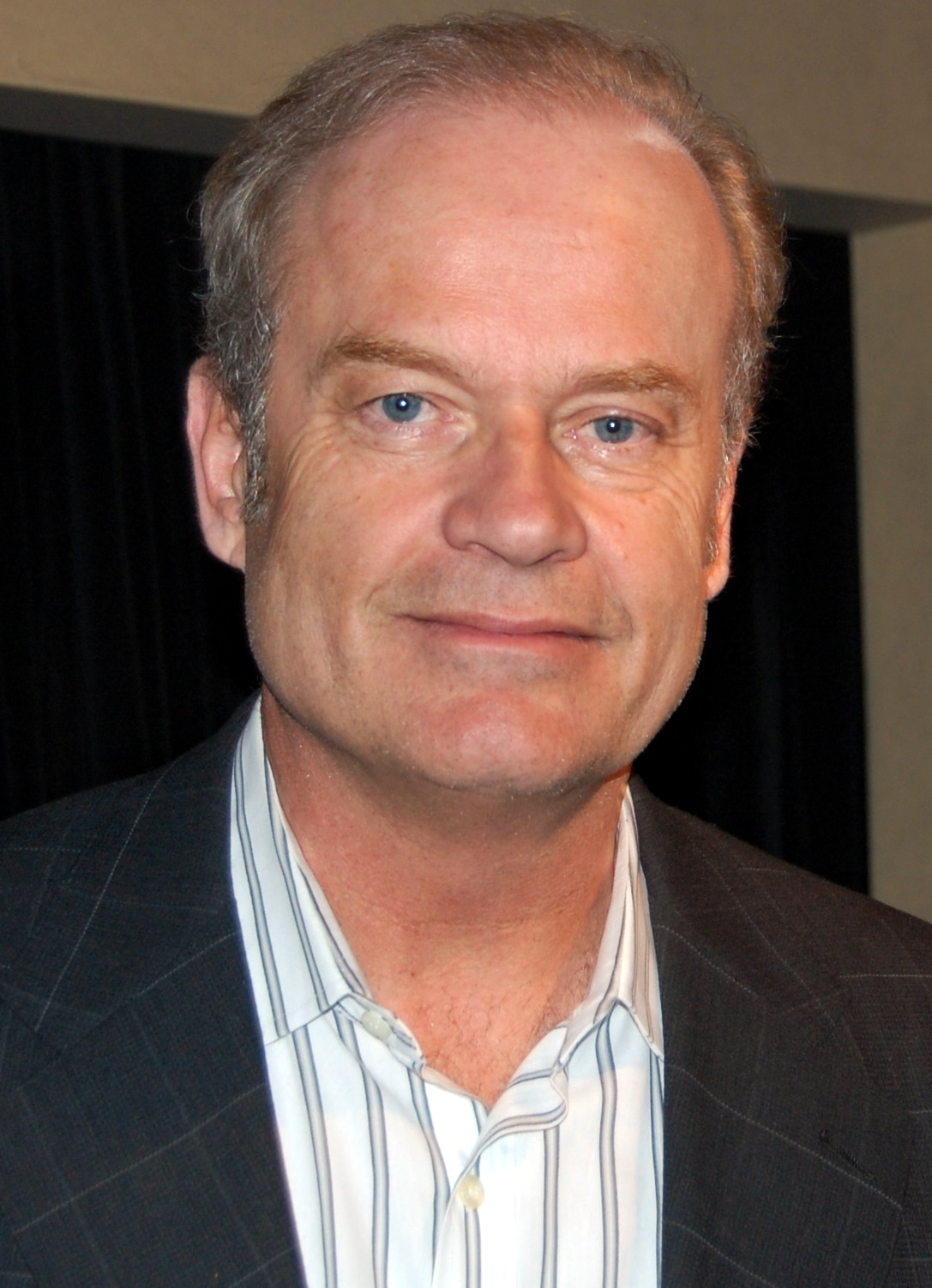
Kelsey Grammer (2010)

Allen Kelsey Grammer (* 21. Februar 1955 auf Saint Thomas, Amerikanische Jungferninseln) ist ein US-amerikanischer Schauspieler, Musicaldarsteller und Produzent. Bekannt wurde er insbesondere durch die Rolle des Psychiaters Dr. Frasier Crane, die er zunächst in der Sitcom Cheers (1984–1993) und dann in der eigenen Serie Frasier (1993–2004, 2023–2024) verkörperte. Er ist sechsfacher Emmy-, dreifacher Golden-Golbe- sowie Tony-Preisträger.

## Leben und Karriere
Grammers Karriere begann als Broadway-Schauspieler mit Rollen in Macbeth und Othello, bevor er für Cheers gecastet wurde. Bekannt wurde Grammer vor allem durch die Rolle des Dr. Frasier Crane, den er zunächst von 1984 bis 1993 in der Fernsehserie Cheers verkörperte. Diese Figur erlangte in Cheers so große Beliebtheit, dass im Anschluss ein Spin-off mit dem Titel Frasier entstand, das von 1993 bis 2004 ausgestrahlt wurde. Die letzte Frasier-Folge lief in den USA am 13. Mai 2004 und wurde von 33,7 Millionen Zuschauern gesehen. Grammer spielte die Rolle des Frasier, die ihn weltberühmt machte, über zwanzig Jahre – der bislang längste Zeitraum, in dem ein amerikanischer Schauspieler kontinuierlich ein und dieselbe Rolle spielte (abgesehen von Darstellungen in Seifenopern). Er übertraf damit im Jahr 2004 den Rekord von James Arness, der die Figur des Marshal Matt Dillon in der US-Westernserie Rauchende Colts (engl. Gunsmoke) fast zwanzig Jahre lang verkörpert hatte.
Grammers Stimme war unter anderem in den Originalfassungen der Animationsfilme Anastasia (1997) und Toy Story 2 (1999) sowie in der Zeichentrickserie Die Simpsons zu hören, in der er die sporadisch auftretende Figur Tingeltangel-Bob (im Original Sideshow Bob) sprach. Einen musikalischen Beitrag zu Frasier lieferte Grammer als Interpret des Titelsongs. In den späteren Staffeln von Frasier führte Grammer bei vielen Episoden Regie und erhielt einen Credit als Executive Producer. Von 2004 bis 2011 war Grammer ausführender Produzent der Serie Medium – Nichts bleibt verborgen. In gleicher Funktion ist er seit 2006 an der Serie The Game beteiligt. Im Jahr 1995 erschien Grammers Autobiografie. Von Oktober 2011 bis Oktober 2012 spielte Grammer die Hauptrolle in der Fernsehserie Boss. In der britischen Sketch-Show Little Britain findet des Öfteren die nach ihm benannte fiktive „Kelsey Grammar School“ Erwähnung.

### Synchronstimme
Grammers deutsche Stammstimme ist seit Frasier Frank-Otto Schenk. Zuvor in Cheers und bei seinen ersten beiden Einsätzen in Die Simpsons lieh ihm Randolf Kronberg seine Stimme. In den deutschsprachigen Fassungen von Boss und The Expendables 3 wurde er von Klaus-Dieter Klebsch synchronisiert und in Transformers: Ära des Untergangs von Ronald Nitschke.

### Privates
Kelsey Grammers Privatleben ist von zahlreichen Schicksalsschlägen gezeichnet. Sein Vater wurde 1968 vor seinem Haus in Saint Thomas auf den Amerikanischen Jungferninseln von einem psychisch kranken Taxifahrer erschossen. Im Jahr 1975 wurde Kelsey Grammers knapp zwei Jahre jüngere Schwester Karen in Folge eines gescheiterten Raubüberfalls von den beiden Tätern entführt, vergewaltigt und schließlich durch mehrere Messerstiche schwerstens verletzt. In dem Glauben, dass sie bereits tot sei, wurde sie an einem Straßenrand in Colorado Springs zurückgelassen. Der Tod trat jedoch laut Gerichtsmediziner erst später durch den entstandenen Blutverlust ein. Der damals 20-jährige Kelsey musste die Leiche seiner 18-jährigen Schwester identifizieren. Anfang Juni 1980 starben schließlich seine zwei jüngeren Halbbrüder väterlicherseits bei einem Tauchunfall vor der Küste von  Saint Thomas auf  den Amerikanischen Jungferninseln in der Karibik.
Grammer ist Mitglied der Republikaner und war ein Unterstützer von George W. Bush, den er 2001 bei seiner Amtseinführung begleitete. Bei den Präsidentschaftswahlen 2008 unterstützte Grammer zunächst den ehemaligen Bürgermeister von New York Rudy Giuliani und nach dessen Aufgabe seiner Kandidatur den Senator John McCain. Ebenso unterstützte er bei den Präsidentschaftswahlen 2012 den republikanischen Kandidaten Mitt Romney sowie 2016 den republikanischen Kandidaten Ben Carson und den späteren Präsidenten Donald Trump.
Kelsey Grammer ist derzeit zum vierten Mal verheiratet und ist Vater von sieben Kindern. Seine Töchter Spencer Grammer und Greer Grammer sind ebenfalls als Schauspielerinnen tätig.

## Filmografie (Auswahl)

### Darsteller
- 1984–1993: Cheers (Fernsehserie, 202 Episoden)
- seit 1990: Die Simpsons (The Simpsons, Fernsehserie, Stimme für Sideshow Bob)
- 1992: Überflieger (Wings, Fernsehserie, Episode 3x16)
- 1992: Raumschiff Enterprise: Das nächste Jahrhundert (Star Trek: The Next Generation, Fernsehserie, Episode 5x18)
- 1993–2004, 2023–2024: Frasier (Fernsehserie, 273 Episoden)
- 1996: Mission: Rohr frei! (Down Periscope)
- 1997: Anastasia
- 1998: The Pentagon Wars (Fernsehfilm)
- 1999: Toy Story 2 (Stimme)
- 1999: Mickys fröhliche Weihnachten (Mickey’s Once Upon a Christmas)
- 2001: 15 Minuten Ruhm (15 Minutes)
- 2002: Weihnachtsmann wider Willen (Mr. St. Nick)
- 2003: Becker (Fernsehserie, Episode 5x13)
- 2004: Eine Weihnachtsgeschichte nach Charles Dickens – Musical (A Christmas Carol)
- 2006: X-Men: Der letzte Widerstand (X-Men: The Last Stand)
- 2006: Tödlicher Einsatz (Even Money)
- 2007–2008: Back to You (Fernsehserie, 17 Episoden)
- 2008: Swing Vote – Die beste Wahl (Swing Vote)
- 2008: Big Fat Important Movie (An American Carol)
- 2009–2010: Hank (Fernsehserie, 9 Episoden)
- 2009: Fame
- 2009: Middle Men
- 2010–2012: 30 Rock (Fernsehserie, 3 Episoden)
- 2011: Der ganz normale Wahnsinn – Working Mum (I Don’t Know How She Does It)
- 2011–2012: Boss (Fernsehserie, 18 Episoden)
- 2013: Die Legende von Oz – Dorothys Rückkehr (Legends of Oz: Dorothy’s Return, Stimme)
- 2014: Breaking the Bank
- 2014: X-Men: Zukunft ist Vergangenheit (X-Men: Days of Future Past)
- 2014: Reach Me – Stop at Nothing
- 2014: Denk wie ein Mann 2 (Think Like a Man Too)
- 2014: Transformers: Ära des Untergangs (Transformers: Age of Extinction)
- 2014: The Expendables 3
- 2016: Störche – Abenteuer im Anflug (Storks, Stimme)
- 2016–2017: The Last Tycoon (Fernsehserie, 9 Episoden)
- 2016–2018: Trolljäger (Trollhunters, Stimme)
- 2017: Modern Family (Fernsehserie, Episode 8x10)
- 2017: Bad Neighbors 2 (Neighbors 2: Sorority Rising)
- 2018: Guardians of the Tomb
- 2018: Wie der Vater … (Like Father)
- 2019: Grand Isle – Mörderische Falle (Grand Isle)
- 2019: Proven Innocent (Fernsehserie, 12 Episoden)
- 2020: The God Committee
- 2020: Money Plane – Raubzug über den Wolken (Money Plane)
- 2021: The Space Between – Im Rausch der Musik (The Space Between)
- 2021: Father Christmas Is Back
- 2023: Jesus Revolution
- 2023: The Marvels
- 2025: Dieser eine Augenblick (Wish You Were Here)

### Regie
- 2009: Alligator Point

## Musicalrollen
- 2010–2011: La Cage aux Folles (Musical) (New York)
- 2015–2016: Finding Neverland (Musical) (New York)
- 2017: Big Fish (London)
- 2018: Der Mann von La Mancha (Musical) (London)

## Auszeichnungen
Grammer wurde insgesamt 14-mal für einen Emmy Award nominiert, davon 13-mal für seine Rolle als Dr. Frasier Crane in den Serien Cheers und Frasier sowie für einen Gastauftritt in derselben Rolle bei Überflieger. Er erhielt die Auszeichnung viermal für seine Rolle als Frasier in der gleichnamigen Serie und einmal für seine Mitwirkung als Gastsprecher bei den Simpsons als Sideshow Bob.
2015 erhielt Grammer für seine Rollen in Transformers: Ära des Untergangs, The Expendables 3, Die Legende von OZ und Denk wie ein Mann 2 eine Goldene Himbeere als schlechtester Nebendarsteller.
Im Laufe seiner weiteren Arbeit erhielt Grammer außerdem drei Golden Globe Awards, zwei American Comedy Awards, einen Tony Award, einen Daytime Emmy Award und einen People’s Choice Award.